# Charles Augustin Sainte-Beuve
Charles Augustin Sainte-Beuve (Boulogne-sur-Mer, 23 december 1804 – Parijs, 13 oktober 1869) was een Franse schrijver die voornamelijk bekendheid heeft gekregen als literatuurcriticus. Sainte-Beuve is vooral bekend gebleven als een van de belangrijkste literaire critici van de negentiende eeuw, en zelfs de hele Franse literatuurgeschiedenis.

## Biografie

### Jeugd
Sainte-Beuve werd geboren in de rue du Pot d’Etain 16 in Boulogne-sur-Mer (departement Pas-de-Calais) in een welgestelde katholieke burgerfamilie. Vlak na zijn geboorte verloor Sainte-Beuve zijn vader, een man met literaire smaak, van wie Sainte-Beuve een elzeviereditie van Vergilius met aantekeningen erfde. Sainte-Beuves moeder was half-Engels: haar vader, een zeeman uit Boulogne, was getrouwd met een Engelse. Bij haar en een inwonende tante bracht hij zijn kinderjaren door, die somber getint waren, aangezien beide vrouwen de nagedachtenis van Sainte-Beuves vader voortdurend eerden. Sainte-Beuves moeder hertrouwde dus ook niet meer. Op veertienjarige leeftijd vervolgde hij zijn studies in Parijs, aan het Lycée Condorcet, en vervolgens aan het Collège Charlemagne en het Collège Bourbon. Tijdens zijn tienerjaren was hij gepassioneerd door schrijvers als Chateaubriand, Lamartine en Lamarck. In 1823 begon hij zijn geneeskundestudies, die hij echter niet afmaakte.

### Literair begin
Sainte-Beuve schreef in het begin literaire en historische artikels (onder andere over de Franse poëzie van de zestiende eeuw) voor de krant Le Globe, die in 1827 opgericht was door Paul François Dubois, Sainte-Beuves leraar aan het Collège Charlemagne. Door deze artikels vond Sainte-Beuve aansluiting bij de romantische beweging en ontstond er een vriendschap met Victor Hugo. Door deze vriendschap trad Sainte-Beuve ook toe tot Le Cénacle, de groep romantische schrijvers rond Charles Nodier. In 1828 verscheen zijn eerste essay, Tableau historique et critique de la poésie française et du théâtre français au XVIe siècle, waarin hij een link legde tussen de romantische schrijvers en de dichters van de Pléiade. Hij brengt zo ook de dichter Pierre de Ronsard terug op de voorgrond. Zijn eerste dichtbundel, Vie, poésies et pensées de Joseph Delorme uit 1829, schreef hij in navolging van Hugo, maar had niet het verhoopte succes. In dezelfde periode schreef hij het eerste artikel (over Nicolas Boileau) in het pas opgerichte blad Revue de Paris. In 1830 verscheen Sainte-Beuves tweede dichtbundel, Consolations. In deze periode had Sainte-Beuve ook een relatie met Hugo’s vrouw Adèle, die tot een breuk met Hugo leidde. Zijn relatie met Adèle zou later nog een neerslag vinden in de novelle Madame de Pontivy (1837) en Le livre d’amour (1843), een dichtbundel met aan haar opgedragen gedichten.

### Evolutie naar kritiek
Sainte-Beuve evolueerde meer en meer van dichter naar criticus. In 1831 werd de Revue des deux mondes opgericht, als concurrent van de Revue de Paris, en Sainte-Beuve was een van de eerste die bijdragen voor dit blad leverde. Hij produceerde echter nog wel literaire werken in deze periode, zoals zijn roman Volupté (1834), die autobiografisch geïnspireerd was. Het werk kende echter evenmin succes en zou Sainte-Beuves enige roman blijven. Hij schreef dit toe aan het feit dat sommige van zijn kritieken kwaad bloed hadden gezet. De tegenslag betekende echter dat hij zich bijna volledig ging toeleggen op de literaire kritiek.
In de periode 1837-38 verliet hij Frankrijk en gaf hij een serie lezingen over Port-Royal in Lausanne, die uiteindelijk in de periode 1840-1859  in zes delengepubliceerd zouden worden onder de titel Histoire de Port-Royal. In 1840 brak hij ook met de romantische beweging in zijn werk Dix ans après en littérature, waarin hij zo goed als het failliet van de beweging vaststelde. Hetzelfde jaar werd hij door minister Victor Cousin aangesteld als een van de beheerders van de Bibliothèque Mazarine. Deze post, samen met wat hij verdiende met zijn pen, betekende voor het eerst een zekere financiële zekerheid in zijn leven.

### Literair criticus
Sainte-Beuve leerde ook Grieks en maakte kennis met de oude Griekse schrijvers in hun originele taal. Aldus verschenen ook artikels over Homerus, Theocritus, Apollonius van Rhodos en Meleager. Verder schreef hij vooral kritieken over de Franse literatuur, zowel uit het verleden als uit zijn eigen tijd.
Op 14 maart 1844 werd hij toegelaten tot de Académie française, als opvolger van Casimir Delavigne. Datzelfde jaar verschenen ook zijn werken Portraits de femmes en Portraits littéraires. De gebeurtenissen van het revolutiejaar 1848 verstoorden echter zijn rustige leven. Hij maakte zich zorgen over zijn te grote verbondenheid met de machtscirkels en nam ontslag als beheerder van de Bibliothèque Mazarine. Hij verliet Frankrijk en trok gedurende een periode rond in Europa. Hij aanvaardde een aanbod van de universiteit van Luik als professor Franse literatuur (1848-1849). Hij gaf er lezingen over Chateaubriand en zijn tijdgenoten, die later werden uitgegeven onder de titel Chateaubriand et son groupe littéraire sous l’Empire (1861). Lang zou Sainte-Beuve echter niet in Luik blijven: de lokroep van Parijs was te groot.
Van 1849 tot 1852 schreef hij elke maandag commentaren over de actualiteit en de literaire wereld in Le Constitutionnel en van 1852 tot 1861 voor Le Moniteur. Deze commentaren verschenen gebundeld van 1851 tot 1862 als Causeries du lundi en in de periode 1863-1870 als Nouveaux lundis. In 1855 werd hij professor Latijnse dichtkunst aan het Collège de France en van 1857 tot 1861 was hij professor Franse literatuur aan de École normale supérieure.
In tegenstelling tot Victor Hugo verbond hij zich aan het Tweede Franse Keizerrijk van Napoleon III en werd tot senator benoemd op 28 april 1865. Hij sprak zich echter uit ten voordele van de persvrijheid en vrijheid van denken (meer bepaald rond 1868), wat hem een zekere bekendheid opleverde in liberale en werkerskringen.
Hij overleed in 1869.

## Sainte-Beuves kritiek
De kritiek van Sainte-Beuve was gebaseerd op het postulaat dat het leven van een kunstenaar niet mocht worden losgekoppeld van zijn werk, aangezien een werk het resultaat is van het temperament van zijn auteur. Het werk moet beschouwd worden vanuit een onderzoek naar het historisch, biologisch en sociaal milieu van de kunstenaar. Sainte-Beuve onderzoekt ras, geboortestreek, godsdienst, kinderen… en kan hierdoor kunstenaar en werk in een bepaalde familie onderbrengen. In feite past hij op de literatuur de methode van de natuurlijke historie en de geschiedwetenschap toe. Beide waren toen in opgang. Sainte-Beuve werkte vrij intuïtief bij zijn kritiek en wist zo valkuilen te vermijden die hem ertoe zouden verleiden het individu gelijk te stellen met zijn milieu of de theorie van de "overheersende eigenschap" van Hippolyte Taine te volgen.
Sainte-Beuve heeft zijn tijdgenoten veel bijgebracht over de schrijvers van de 16de en 17de eeuw, maar wat zijn eigen tijd betreft leed zijn smaak onder jaloezie en rivaliteit. Sainte-Beuve heeft zijn tijdgenoten als Stendhal, Baudelaire of Balzac, die hem smalend Sainte-Bévue noemde, nooit goed begrepen (het Franse woord "bévue" betekent "flater").